# روژهه‌لات (مجله)
روژهَلات (به کردی: روژهه‌لات) عنوان دوهفته‌نامه کردی – فارسی ایرانی است که توسط عده‌ای از ایرانیان کُرد در ایران منتشر شد.
این هفته نامه در سال ٨٢ با سردبیری سامان سلیمانی منتشر شد و در پاییز سال ٨۵ توقیف شد. 
این هفته‌نامه پس از این توقیف و انتشار مجدد به حکم دیوانعالی کشور، مجدداً در دی ماه ۱۳۸۷ توسط دولت احمدی‌نژاد لغو امتیاز شد.